# I Love America
I Love America è un film del 2022 diretto da Lisa Azuelos.

## Trama
Lisa è una donna single che decide di dare una svolta alla sua vita andando da Parigi a Los Angeles cercando di dare un'altra possibilità all'amore.

## Distribuzione
Il film è stato distribuito sulla piattaforma Amazon Prime Video a partire dal 29 aprile 2022.